# Resurrection (musikalbum av Halford)
Resurrection är det första albumet av Rob Halfords band Halford. Det släpptes år 2000.
Albumet gästas av Iron Maidens sångare Bruce Dickinson, som sjunger på duetten "The One You Love to Hate".

## Låtlista
1. "Resurrection" (John Baxter/Rob Halford/Patrick Lachman/Roy Z) - 3:58
2. "Made in Hell" (John Baxter/Rob Halford/Roy Z) - 4:12
3. "Locked and Loaded" (Rob Halford/Patrick Lachman/Roy Z) - 3:19
4. "Night Fall" (Mike Chlasciak/Rob Halford/Patrick Lachman) - 3:41
5. "Silent Screams" (Rob Halford/Bob Marlette) - 7:06
6. "The One You Love to Hate" (Bruce Dickinson/Rob Halford/Roy Z) - 3:12
7. "Cyberworld" (Mike Chlasciak/Rob Halford/Roy Z) - 3:09
8. "Slow Down" (Rob Halford/Bob Marlette/Roy Z) - 4:51
9. "Twist" (Bob Halligan) - 4:09
10. "Temptation" (Mike Chlasciak/Rob Halford/Patrick Lachman/Roy Z) - 3:32
11. "Drive" (Rob Halford/Roy Z) - 4:30
12. "Saviour" (Rob Halford/Patrick Lachman/Roy Z) - 2:57

## Medverkande
- Sång: Rob Halford
- Sång: Bruce Dickinson (endast sång på "The One You Love To Hate", ej medlem av bandet)
- Gitarr: Patrick Lachman
- Gitarr: Mike Chlasciak
- Bas: Ray Riendeau
- Trummor: Bobby Jarzombek